# Исчезнувшие сёла (Нижнегорский район)

## Сёла, включённые в состав других населённых пунктов
В отличие от других районов Крыма, в Нижнегорском большинство слияний населённых пунктов произошли ещё в XIX веке и лишь два села были объединены в послевоенное время.
| Сёла, включённые в состав других населённых пунктов | Сёла, включённые в состав других населённых пунктов | Сёла, включённые в состав других населённых пунктов | Сёла, включённые в состав других населённых пунктов | Сёла, включённые в состав других населённых пунктов |
| Село                                                | К кому присоединено                                 | Старое название                                     | Годы включения                                      |                                                     |
| --------------------------------------------------- | --------------------------------------------------- | --------------------------------------------------- | --------------------------------------------------- | --------------------------------------------------- |
| Джага-Кипчак                                        | Лужки                                               | —                                                   | 18 мая 1948 года                                    |                                                     |
| Джарак                                              | Емельяновка                                         | —                                                   | до 1889 года                                        |                                                     |
| Ахтырка                                             | Емельяновка                                         | —                                                   | 18 мая 1948 года                                    |                                                     |
| Биюк-Соллар                                         | Митрофановка                                        | —                                                   | до 1864 года                                        |                                                     |
| Верещагино                                          | Лужки                                               | до 1948 Кипчак                                      | с 1960 по 1968 годы                                 |                                                     |
| Кибек                                               | Заливное                                            | —                                                   | до 1876 года                                        |                                                     |
| Кучук-Мин                                           | Изобильное                                          | —                                                   | до 1876 года                                        |                                                     |
| Кучук-Соллар                                        | Митрофановка                                        | —                                                   | до 1864 года                                        |                                                     |
| Новониколаевка                                      | Садовое                                             | —                                                   | до 1954 года                                        |                                                     |
| Семекиш                                             | Акимовка                                            | —                                                   | 1948 год                                            |                                                     |
| Степное                                             | Цветущее                                            | —                                                   | с 1954 по 1968 годы                                 |                                                     |
| Сыртки-Коджанки                                     | Ахтырка                                             | —                                                   | до 1876 года                                        |                                                     |
| Урус-Ходжа                                          | Желябовка                                           | —                                                   | 1948 год                                            |                                                     |
| Чая                                                 | Желябовка                                           | —                                                   | до 1915 года                                        |                                                     |
| Эльгеры-Коджанки                                    | Ахтырка                                             | —                                                   | до 1876 года                                        |                                                     |

- Красноселье — присоединено к Желябовке с 1960 по 1968 год[1]. Упоминается в «Справочнике административно-территориального деления Крымской области на 15 июня 1960 года», как село Желябовского сельсовета[2]
- Степное — присоединено к Цветущему до 1960 года, поскольку в «Справочнике административно-территориального деления Крымской области на 15 июня 1960 года» селение уже не значилось[2] (согласно справочнику «Крымская область. Административно-территориальное деление на 1 января 1968 года» —в период с 1954 по 1968 год[1]).

## Сёла, исчезнувшие до 1948 года
| Аталык-Эли-Беш-Куртка | 45°22′25″ с. ш. 34°46′05″ в. д. | до 1865 года            |
| Байтуркмен            | 45°30′45″ с. ш. 34°59′35″ в. д. | до 1865 года            |
| Биюк-Мин              | 45°33′50″ с. ш. 34°57′05″ в. д. | до 1915 года            |
| Джага-Алике           | 45°37′45″ с. ш. 34°55′00″ в. д. | с 1918 по 1926 год      |
| Джага-Беш-Куртка      | 45°22′40″ с. ш. 34°44′05″ в. д. | до 1926 года            |
| Джанкой-Бешкуртка     | 45°23′00″ с. ш. 34°44′05″ в. д. | до 1926 года            |
| Джоллу                | 45°30′50″ с. ш. 34°35′20″ в. д. | до 1876 года            |
| Кадык-Джабу           | 45°26′00″ с. ш. 34°35′45″ в. д. | до 1900 года            |
| Казанки               | 45°32′45″ с. ш. 34°47′35″ в. д. | между 1926 и 1948 годом |
| Кингат                | 45°33′30″ с. ш. 34°55′30″ в. д. | между 1892 и 1900 годом |
| Кипчак                | 45°20′25″ с. ш. 34°41′35″ в. д. | до 1948 года            |
| Киргиз                | 45°30′50″ с. ш. 34°52′55″ в. д. | до 1876 года            |
| Крымча                | 45°27′00″ с. ш. 34°40′35″ в. д. | между 1892 и 1900 годом |
| Корпе                 | 45°28′10″ с. ш. 34°50′55″ в. д. | между 1926 и 1938 годом |
| Кутлуяр               | 45°33′10″ с. ш. 34°55′20″ в. д. | между 1892 и 1900 годом |
| Макогоновка           | 45°28′00″ с. ш. 34°40′50″ в. д. | между 1931 и 1942 годом |
| Новониколаевка        | 45°30′50″ с. ш. 34°45′50″ в. д. | между 1941 и 1954 годом |
| Садакчи               | 45°31′05″ с. ш. 34°35′05″ в. д. | до 1842 года            |
| Салын                 | 45°35′35″ с. ш. 34°49′00″ в. д. | до 1876 года            |
| Сальцино              | 45°31′ с. ш. 34°48′ в. д.       | после 1926 года         |
| Сарык                 | 45°36′55″ с. ш. 34°48′10″ в. д. | до 1889 года            |
| Тюбет                 | 45°33′25″ с. ш. 34°52′55″ в. д. | до 1948 года            |
| Урсунки-Кипчак        | 45°21′35″ с. ш. 34°39′15″ в. д. | 1968 год                |
| Урусники              | 45°20′35″ с. ш. 34°42′20″ в. д. | между 1892 и 1900 годом |
| Чембай                | 45°25′30″ с. ш. 34°33′20″ в. д. | до 1876 года            |
| Чокур                 | 45°27′30″ с. ш. 34°49′30″ в. д. | между 1892 и 1900 годом |
| Шаик                  | 45°28′10″ с. ш. 34°46′55″ в. д. | до 1876 года            |

## Сёла, исчезнувшие после 1948 года
| Сёла, исчезнувшие после 1948 года | Сёла, исчезнувшие после 1948 года | Сёла, исчезнувшие после 1948 года           | Сёла, исчезнувшие после 1948 года | Сёла, исчезнувшие после 1948 года |
| Село                              | Координаты                        | Старое название                             | Годы упразднения                  |                                   |
| --------------------------------- | --------------------------------- | ------------------------------------------- | --------------------------------- | --------------------------------- |
| Аксаково                          | 45°21′00″ с. ш. 34°35′25″ в. д.   | до 1948 года Таймас немецкий                | с 1960 по 1968 год                |                                   |
| Аллейное                          | 45°35′35″ с. ш. 34°49′00″ в. д.   | до 1948 года Тобень                         | с 1960 по 1968 год                |                                   |
| Водное                            | 45°31′20″ с. ш. 34°51′05″ в. д.   | до 1948 года Вакуф-Карпе                    | с 1960 по 1968 год                |                                   |
| Давыдовка                         | 45°28′10″ с. ш. 34°53′50″ в. д.   | ранее Ново-Давыдовка                        | с 1968 по 1977 год                |                                   |
| Дмитриевка                        | 45°32′10″ с. ш. 34°56′45″ в. д.   | до сер. XIX в. Эски-Кингат                  | с 1960 по 1968 год                |                                   |
| Дроздовка                         | 45°29′00″ с. ш. 34°34′35″ в. д.   | до 1948 года Табун-Адаргин                  | с 1954 по 1968 год                |                                   |
| Дружба                            | 45°37′50″ с. ш. 34°35′55″ в. д.   | до 1948 года Кара-Тобель                    | до 1954 года                      |                                   |
| Калиновка                         | 45°20′50″ с. ш. 35°42′45″ в. д.   | —                                           | с 1960 по 1968 год                |                                   |
| Кринички                          | 45°28′40″ с. ш. 34°37′50″ в. д.   | до 1948 года Кипчак                         | с 1968 по 1977                    |                                   |
| Кулички                           | 45°35′45″ с. ш. 35°01′10″ в. д.   | до 1948 года населенный пункт совхоза Томак | 21 мая 2008 года                  |                                   |
| Лебедянка                         | 45°41′40″ с. ш. 34°52′00″ в. д.   | до 1948 года хутор Меркулова                | с 1960 по 1968 год                |                                   |
| Лихачёво                          | 45°23′20″ с. ш. 34°39′10″ в. д.   | до 1948 года Дорте и Урсунки-Кипчак         | с 1968 по 1977                    |                                   |
| Минино                            | 45°25′40″ с. ш. 34°34′25″ в. д.   | до 1948 года Мин-Джаба                      | с 1960 по 1968 год                |                                   |
| Пешково                           | 45°37′15″ с. ш. 34°58′35″ в. д.   | до 1948 года Южный Джанкой                  | с 1960 по 1968 год                |                                   |
| Отрадное                          | 45°30′50″ с. ш. 34°46′00″ в. д.   | —                                           | с 1960 по 1968 год                |                                   |
| Пески                             | 45°45′55″ с. ш. 34°52′15″ в. д.   | до 1948 года хутор Касьяненко               | с 1960 по 1968 год                |                                   |
| Подснежное                        | 45°31′45″ с. ш. 34°45′35″ в. д.   | до 1968 года Николаевка                     | с 1960 по 1968 год                |                                   |
| Присадовое                        | 45°18′50″ с. ш. 34°42′05″ в. д.   | до 1948 года Аджибешир                      | с 1968 по 1977 год                |                                   |
| Розовка                           | 45°33′05″ с. ш. 34°36′30″ в. д.   | до 1948 года Розенфельд                     | с 1960 по 1968                    |                                   |
| Сенокосное                        | 45°32′10″ с. ш. 34°51′00″ в. д.   | до 1948 года Казанки Вакуф                  | с 1960 по 1968 год                |                                   |
| Утиное                            | 45°38′25″ с. ш. 34°58′25″ в. д.   | до 1948 года Средний Джанкой                | с 1968 по 1977 год                |                                   |

## Редко упоминаемые сёла
- Аджи-Афуз — 45°17′00″ с. ш. 34°42′20″ в. д.HGЯO располагался на правом берегу реки Кучук-Карасу, примерно в 0,7 км севернее современного села Приречное[3]. Встречается в Камеральном Описании Крыма… 1784 года, как Гаджи Хафыс Кучук Карасовского кадылыка Карасубазарского каймаканства[4] и на военно-топографической карте генерал-майора С. А. Мухина 1817 года, где Аджи афис обозначен пустующим.
- Аджибай — 45°36′30″ с. ш. 34°45′55″ в. д.HGЯO располагался примерно в 1,5 км южнее современного села Великоселье[5]. На картах 1836[6], 1842 года[7] и 1865—1876 года[8] обозначены развалины деревни.
- Ак-Баба (Ак-Баты, Сек-Баба) — 45°36′30″ с. ш. 34°45′55″ в. д.HGЯO располагался примерно у юго-западной окраины современного села Охотское[9]. Встречается в Камеральном Описании Крыма… 1784 года, как Сек-Баба Кучук Карасовского кадылыка Карасубазарского каймаканства[4]. На карте Мухина 1817 года деревня Ак баба обозначена пустующей[10], а на картах 1842 года[7] и 1865—1876 года[8] обозначены развалины деревни.
- Амур — встречается только в Списке населённых пунктов Крымской АССР по Всесоюзной переписи 17 декабря 1926 года согласно которому на хуторе Ак-Шеихского сельсовета Джанкойского района, числилось 9 дворов, все крестьянские, население составляло 58 человек, из них 55 русских и 3 украинца[11].
- Бай-Султанчи — 45°17′00″ с. ш. 34°35′35″ в. д.HGЯO располагался примерно в 1,5 км к юго-востоку от современного села Ястребки[12]. Встречается в Камеральном Описании Крыма… 1784 года, как Сумпанжи (очевидно при подготовке документа к изданию в наши дни сочетание букв лт было неверно прочитано как мп) Карасубазарского кадылыка Карасубазарского каймаканства[4] и на военно-топографической карте генерал-майора С. А. Мухина 1817 года, где Байсолтанши обозначен пустующим.
- Батак — 45°30′10″ с. ш. 34°53′10″ в. д.HGЯO располагался у северной окраины села Цветущее[13], встречается, как развалины на картах 1836[5], 1842[7] и 1865 года[8].
- Бахты-Коджа — 45°29′50″ с. ш. 34°43′30″ в. д.HGЯO располагался примерно в 1,5 км к северо-востоку от современного села Линейное[14]. Встречается в Камеральном Описании Крыма… 1784 года, как Бахтыхожа Насывского кадылыка Карасъбазарскаго каймаканства[4] и на военно-топографической карте генерал-майора С. А. Мухина 1817 года, где Батикоча обозначен пустующим.
- Бий-Дермен — 45°32′25″ с. ш. 34°50′55″ в. д.HGЯO располагался примерно у юго-западной окраины современного села Лужки, в то время — на обоих берегах Салгира[15]. Встречается в Камеральном Описании Крыма… 1784 года, как Байте Римен Кучук Карасовского кадылыка Карасъбазарскаго каймаканства[4] и на военно-топографической карте генерал-майора С. А. Мухина 1817 года, где Бийдермень обозначен пустующим.
- Битермен-Шибань — встречается только в «Памятной книге Таврической губернии 1889 года», согласно которой в деревне Байгончекской волости числилось 33 двора и 190 жителей[16].
- Бурнаш (армянский) — встречается только в Списке населённых пунктов Крымской АССР по Всесоюзной переписи 17 декабря 1926 года, как село Желябовского сельсовета Феодосийского района.
- Генрих — встречается только в Списке населённых пунктов Крымской АССР по Всесоюзной переписи 17 декабря 1926 года, согласно которому на хуторе Аликеченского сельсовета Феодосийского района числилось 3 двора, из них 2 крестьянских, население составляло 12 человек, из них 7 русских, 4 немца и 1 украинец[11].
- Дере — 45°32′25″ с. ш. 34°41′50″ в. д.HGЯO располагался примерно в полукилометре к юго-западу от современного села Зоркино[17]. Встречается в Камеральном Описании Крыма… 1784 года, как Дебре (видимо, в оригинальном арабописьменном документе ديره было неправильно прочитано как دبره) Насывского кадылыка Карасъбазарскаго каймаканства[4], на военно-топографической карте генерал-майора С. А. Мухина 1817 года как пустующая деревня Дередере, и на картах 1836[18] и 1842 года как развалины Дере[7].
- Джага-Сейтлер — встречается только в «Памятной книге Таврической губернии 1889 года», согласно которой в деревне Байгончекской волости числилось 13 дворов и 83 жителя[16].
- Джантору — 45°34′30″ с. ш. 34°59′40″ в. д.HGЯO располагался примерно в 2,5 км восточнее современного села Изобильное[19]. На картах 1836[5] 1842[7] и 1865 года обозначены развалины деревни.
- Дмитриевка (также Ново-Дмитриевка — 45°25′00″ с. ш. 34°43′15″ в. д.HGЯO располагалась примерно в 2,5 километрах северо-западнее современного села Желябовка[20]. Встречается в Статистическом справочнике Таврической губернии. Ч.II-я. Статистический очерк, выпуск пятый Феодосийский уезд, 1915 год, согласно которому на хуторе Андреевской волости Феодосийского уездаа числилось 5 дворов с греческим населением в количестве 36 человек приписных жителей[21] и в Списке населённых пунктов Крымской АССР по Всесоюзной переписи 17 декабря 1926 года, согласно которому на хуторе Дмитриевка Желябовского сельсовета Феодосийского района числилось 9 дворов, все крестьянские, население составляло 45 человек, все болгары[11].
- Екатериновка — 45°38′10″ с. ш. 34°55′40″ в. д.HGЯO располагалась примерно у северной окраины современного села Любимовка. Встречается только на карте 1941 года[22].
- Екатериновка — 45°17′45″ с. ш. 34°36′30″ в. д.HGЯO
- Золотая Роща — встречается только в справочнике 1968 года, как село Ковровского сельсовета, ликвидированное до 1960 года, поскольку в «Справочнике административно-территориального деления Крымской области на 15 июня 1960 года» селение уже не значилось (согласно справочнику «Крымская область. Административно-территориальное деление на 1 января 1968 года» — с 1954 по 1968 годы[1]).
- Казак — 45°30′05″ с. ш. 34°54′20″ в. д.HGЯO располагалось примерно в 2 км к северо-востоку от современного села Цветущее[23]. На карте Мухина 1817 года деревня с 3 дворами[10], а на картах 1836[5], 1842[7] и 1865 года[24] обозначены развалины деревни.
- Капан — встречается только в «Памятной книге Таврической губернии 1889 года», согласно которой в деревне Байгончекской волости числилось 5 дворов и 34 жителя[16].
- Карпе Зелёный — встречается только в Списке населённых пунктов Крымской АССР по Всесоюзной переписи 17 декабря 1926 года, согласно которому на хуторе Аликеченского сельсовета Феодосийского района числилось 4 двора, из них 3 крестьянских, население составляло 22 человека, из них 20 русских и 2 украинца[11].
- Карпе Красный — встречается только в Списке населённых пунктов Крымской АССР по Всесоюзной переписи 17 декабря 1926 года, согласно которому на хуторе Аликеченского сельсовета Феодосийского района числилось 4 двора, из них 3 крестьянских, население составляло 15 человек, из них 14 русскиха и 1 украинец[11].
- Кипчак — 45°34′30″ с. ш. 35°00′40″ в. д.HGЯO располагался примерно в 7 км восточнее села Изобильное[25]. На картах 1836[5] 1842[7] и 1865 года обозначены развалины деревни.
- Кир-Ичиге — в Камеральном Описании Крыма… 1784 года, как Кыр Эгенче Насывского кадылыка Карасъбазарскаго каймаканства[4] и в Ведомости о числе селении, названиях оных, в них дворов… состоящих в Феодосийском уезде от 14 октября 1805 года , как деревня Таганашминской волости Перекопского уезда с 6 дворами и 36 жителями[26].
- Китай — встречается только в Списке населённых пунктов Крымской АССР по Всесоюзной переписи 17 декабря 1926 года согласно которому на хуторе Ново-Царицынского сельсовета Карасубазарского района, числилось 4 двора, все крестьянские, население составляло 17 человек, из них 8 немцев, 7 русских, 1 украинец, 1 записан в графе «прочие»[11].
- Коджалар — 45°35′55″ с. ш. 34°57′00″ в. д.HGЯO располагался примерно в 2,5 км севернее современного села Изобильное[27] на правом берегу одного из русел дельты Салгира. На карте 1836 года в деревне 3 двора[5], а на карте 1842 года обозначен условным знаком «малая деревня», то есть, менее 5 дворов[7], и на карте 1865 года. После корректуры 1876 года на месте деревни — мечеть у окраины Ахтырки[8]. В дальнейшем не встречается.
- Колтан — 45°32′25″ с. ш. 34°38′50″ в. д.HGЯO располагался примерно на равном расстоянии между современными сёлами Михайловка и Кунцево[28]. Встречается на карте 1817 года, как пустующее.
- Константиновка45°24′20″ с. ш. 34°35′55″ в. д.HGЯO — располагалась примерно в 4,5 км севро-западнее современного села Кукурузное[29]. Встречается в Списке населённых пунктов Крымской АССР по Всесоюзной переписи 17 декабря 1926 года, согласно которому в селе Ново-Константиновка, Новосельевского сельсовета Феодосийского района, числилось 16 дворов, все крестьянские, население составляло 107 человек, из них 94 русских и 13 болгар[11] и в «Справочнике административно-территориального деления Крымской области на 15 июня 1960 года», как село в составе Новогригорьевского сельсовета[2]. Ликвидировано к 1968 году (согласно справочнику «Крымская область. Административно-территориальное деление на 1 января 1968 года» — в период с 1954 по 1968 год, как Константиновка[1]).
- Красноселье — встречается в «Справочнике административно-территориального деления Крымской области на 15 июня 1960 года», как село в составе Желябовского сельсовета[2] и как присоединённое к 1968 году к Желябовке (согласно справочнику «Крымская область. Административно-территориальное деление на 1 января 1968 года» — в период с 1954 по 1968 годы[1]).
- Кыр-Шибан — 45°36′30″ с. ш. 34°45′55″ в. д.HGЯO располагался примерно в 1 км восточнее современного села Широкое[30]. На карте Мухина 1817 года деревня Кирк шван обозначена пустующей[10], а на картах 1836[5], 1842 года (как Кыр-Тибан)[7] и 1865—1876 года[8] обозначены развалины деревни.
- Мансуровка — встречается только на карте Крымского статистического управления 1922 года, в районе современного села Чкалово)[31]
- Мариенру — располагалось примерно у северной окраины современного села Изобильного. На трёхверстовой карте 1865—1876 года, как колония с 20 дворами[8].
- Марьяновка, совхоз — 45°34′40″ с. ш. 34°56′10″ в. д.HGЯO, располагалась примерно на месте современного села Изобильного[32]. Встречается в Списке населённых пунктов Крымской АССР по Всесоюзной переписи 17 декабря 1926 года, согласно которому в совхозе Емельяновского сельсовета Феодосийского района, числилось 40 дворов, все некрестьянских, население составляло 107 человек, из них 89 русских, 7 немцев, по 3 украинца и латыша, по 1 армянину и греку, 3 записаны в графе «прочие»[11].
- Насир — встречается в Ведомости о числе селении, названиях оных, в них дворов… состоящих в Феодосийском уезде от 14 октября 1805 года , как деревня Урускоджинской волости Феодосийского уезда с 35 дворами и 446 жителями[26].
- Ногайчи — встречается только в «Памятной книге Таврической губернии 1889 года», согласно которой в деревне Байгончекской волости числилось 12 дворов и 64 жителя[16].
- Оказ — 45°37′00″ с. ш. 34°46′35″ в. д.HGЯO располагался примерно в 1,5 км юго-восточнее современного села Великоселье[33]. Встречается в Камеральном Описании Крыма… 1784 года, как «Векас» Таманского кадылыка Карасъбазарскаго каймаканства[4]. На карте Мухина 1817 года деревня Окас обозначена пустующей, а на картах 1836[5], 1842 года[7] и 1865—1876 года[8] обозначены развалины деревни.
- Орта-Кесек-Бешкуртка — встречается на карте 1836 года, на которой в деревне 18 дворов[34] и 1842 года, где обозначен условным знаком «малая деревня», то есть, менее 5 дворов[7].
- Пантеелеевка — 45°23′20″ с. ш. 34°45′15″ в. д.HGЯO, располагалась примерно в 4 километрах северо-западнее современного села Кукурузное, на границе Красногвардейского района[35]. Встречается в Списке населённых пунктов Крымской АССР по Всесоюзной переписи 17 декабря 1926 года, согласно которому на хуторе Ново-Пантеелеевка, Новосельевского сельсовета Феодосийского района, числилось 2 двора, все крестьянские, население составляло 10 человек, из них 5 болгар и 5 русских[11] и на карте 1942 года.
- Садоводы — встречается в указе Президиума Верховного Совета РСФСР от 18 мая 1948 года о переименовании населённого пункта отделения совхоза Томак. Ликвидировано в период с 1954 по 1968 год, как село Емельяновского сельсовета[1].
- Северная Заря (Лазаревка) — встречается только в Списке населённых пунктов Крымской АССР по Всесоюзной переписи 17 декабря 1926 года, согласно которому на хуторе Северная Заря (Лазаревка), Николаевского сельсовета Джанкойского района, числилось 16 дворов, все крестьянские, население составляло 65 человек, все русские[11].
- Сеит-Эли — встречается только в Списке населённых пунктов Крымской АССР по Всесоюзной переписи 17 декабря 1926 года, согласно которому в селе, Желябовского сельсовета Феодосийского района, числилось 10 дворов, все крестьянские, население составляло 39 человек, из них 35 русских и 4 украинца[11].
- Собачий — встречается только в Списке населённых пунктов Крымской АССР по Всесоюзной переписи 17 декабря 1926 года, согласно которому на хуторе Желябовского сельсовета числилось 3 двора из них 3 крестьянских, население составляло 12 человек, все 35 русские[11].
- Сыртки-Джанкой — 45°37′50″ с. ш. 34°58′25″ в. д.HGЯO располагался примерно в 4 км восточнее современного села Любимовка[36]. Отмечен на картах 1836 года, на которой в деревне 8 дворов[5], 1842 года, как «малая деревня», то есть, менее 5 дворов[7], 1865 года, где селение ещё обозначено (на карте с корректурой 1876 года его уже нет).
- Тархан (Барановских) — встречается в Статистическом справочнике Таврической губернии 1915 года, согласно которому на хуторе Тархан (Барановских) Ак-Шеихской волости числился 1 двор с русским населением в количестве 5 человек приписных жителей и 10 — «посторонних»[21].
- Тархан (он же Давидовка) — встречается в Статистическом справочнике Таврической губернии 1915 года, согласно которому на хуторе Тархан (он же Давидовка) Ак-Шеихской волости Перекопского уезда числилось 5 дворов с русским населением в количестве 35 человек приписных жителей и 20 — «посторонних»[21].
- Тихое (до 1948 года Южный Коцубе) — 45°37′05″ с. ш. 35°00′35″ в. д.HGЯO располагалось примерно в 6,5 км северо-восточнее современного села Изобильное[37]. Встречается в указе Президиума Верховного Совета РСФСР от 18 мая 1948 года о переименовании. Ликвидировано до 1960 года, поскольку в «Справочнике административно-территориального деления Крымской области на 15 июня 1960 года» селение уже не значилось (согласно справочнику «Крымская область. Административно-территориальное деление на 1 января 1968 года» — в период с 1954 по 1968 год, как село ещё Ковровского сельсовета[1]).
- Токмай — 45°18′45″ с. ш. 34°39′35″ в. д.HGЯO располагался на месте современного села Садовое[38]. Отмечен, как развалины на картах 1836[39] и 1842 года[7].
- Ток-Шейхпримерно в 1 км в юго-востоку от села Митрофановка[40]. Встречается в Камеральном Описании Крыма… 1784 года, как Тык Шеих входил в Насывский кадылык Карасъбазарскаго каймаканства[4]. На военно-топографической карте генерал-майора С. А. Мухина 1817 года Токшик обозначен пустующим.
- Хандамовка — 45°25′10″ с. ш. 34°38′50″ в. д.HGЯO располагалась примерно в 3 км южнее современного села Буревестник[41]. Встречается в Списке населённых пунктов Крымской АССР по Всесоюзной переписи 17 декабря 1926 года, согласно которому в селе Хандамовка I и II, Желябовского сельсовета Феодосийского района, числилось 24 двора, из них 23 крестьянских, население составляло 131 человек, из них 125 русских и 6 болгар, действовала русская школа I ступени (пятилетка)[11].
- Шибан — 45°34′45″ с. ш. 34°56′25″ в. д.HGЯO располагалось у северо-западной окраины современного села Изобильное[42]. Встречается на карте 1836 года, на которой в деревне 5 дворов[5], а на карте 1842 года обозначена условным знаком «малая деревня», то есть, менее 5 дворов[7]. На карте Шуберта 1865 года селение ещё обозначено, а, согласно «Памятной книжке Таврической губернии за 1867 год», деревня Шибан была покинута жителями в 1860—1864 годах, в результате эмиграции крымских татар, особенно массовой после Крымской войны 1853—1856 годов, в Турцию[43] и оставалась в развалинах[44] и на карте с корректурой 1876 года его уже нет[8].
- Эппа (также Эпп) — 45°16′35″ с. ш. 34°36′40″ в. д.HGЯO располагался примерно у северной окраины современного села Стрепетово[45]. Встречается в Списке населённых пунктов Крымской АССР по Всесоюзной переписи 17 декабря 1926 года, согласно которому на хуторе Ново-Царицынского сельсовета Карасубазарского района, числилось 14 дворов, все крестьянские, население составляло 43 человека, из них 42 болгарина и 1 русский[11].
- Юч-обасы — 45°34′50″ с. ш. 34°57′05″ в. д.HGЯO располагалось примерно у северной окраины современного села Изобильное[46]. На карте 1842 года[7] и 1865 года[8] обозначены развалины деревни.

Кроме того, согласно «…Памятной книжке Таврической губернии на 1900 год», а, особенно Статистическому справочнику Таврической губернии. Ч.II-я. Статистический очерк, выпуск четвёртый Перекопский уезд, 1915 г., на территории района существовало множество хуторов, экономий и усадеб. Некоторые из них со временем стали сёлами, а многие исчезли, причём в большинстве случаев определить их территориальную принадлежность затруднительно.